# Diethylenglycoldinitrat
Diethylenglycoldinitrat ist eine chemische Verbindung aus der Gruppe der Salpetersäureester. Sie wurde erstmals 1927 von William H. Rinkenbach beschrieben.

## Gewinnung und Darstellung
Diethylenglycoldinitrat kann wie Nitroglycerin durch Nitrieren von Diethylenglycol mit Mischsäure diskontinuierlich oder kontinuierlich hergestellt werden.

## Eigenschaften
Diethylenglycoldinitrat ist eine ölige, farblose bis gelbliche, explosive Flüssigkeit. Sie zersetzt sich bei Erhitzung über 190 °C.

## Verwendung
Diethylenglycoldinitrat wird zur Herstellung von raucharmen, erosionsgeminderten „kalten“ Pulvern eingesetzt. Im 2. Weltkrieg war es zusammen mit Cellulosenitrat, Centralit und Kaliumsulfat Bestandteil von deutschen Geschützpulvern. Die Sprengkraft  beträgt nur etwa 2/3 von der des Glycerintrinitrats, es ist auch weniger schlagempfindlich. Es kann mit Collodiumwolle gelatiniert werden.

## Sicherheitshinweise
Diethylenglycoldinitrat reagiert durch Schlag oder Reibung, Erwärmung oder andere Zündquellen mit raschem Zerfall unter Bildung großer Gasmengen.  Die Verbindung ist ein Methämoglobin-Bildner und ähnlich toxisch wie Nitroglycerin. Seine Dämpfe oder Resorption über die Haut verursachen Kopfschmerzen.
Diethylenglycoldinitrat wurde 2016 von der EU gemäß der Verordnung (EG) Nr. 1907/2006 (REACH) im Rahmen der Stoffbewertung in den fortlaufenden Aktionsplan der Gemeinschaft (CoRAP) aufgenommen. Hierbei werden die Auswirkungen des Stoffs auf die menschliche Gesundheit bzw. die Umwelt neu bewertet und ggf. Folgemaßnahmen eingeleitet. Ursächlich für die Aufnahme von Diethylenglycoldinitrat waren die Besorgnisse bezüglich hohes Risikoverhältnis (Risk Characterisation Ratio, RCR) sowie der Gefahren ausgehend von einer möglichen Zuordnung zur Gruppe der PBT/vPvB-Stoffe, der möglichen Gefahren durch krebsauslösende und reproduktionstoxische Eigenschaften sowie als potentieller endokriner Disruptor. Die Neubewertung fand ab 2016 statt und wurde von Italien durchgeführt. Anschließend wurde ein Abschlussbericht veröffentlicht.